# Paralcis ochroneura
Paralcis ochroneura là một loài bướm đêm trong họ Geometridae.